# Emil Lerdahl
Emil Lerdahl, född 26 oktober 1982, är en svensk friidrottare (långdistanslöpning) tävlande för Hammarby IF. 
Vid EM i Zürich år 2014 deltog Lerdahl i maraton och kom då på 47:e plats med tiden 2:27:17.

## Personliga rekord
| Utomhus - 3 000 meter – 8:33,97 (Göteborg 1 augusti 2007) - 5 000 meter – 14:39,89 (Stockholm 26 augusti 2012) - 5 000 meter – 14:48,93 (Eskilstuna 12 augusti 2007) - 10 000 meter – 29:52,14 (Göteborg 1 september 2012) - 10 km landsväg – 30:37 (Barcelona, Spanien 21 april 2013) - Halvmaraton – 1:07:08 (Haag, Nederländerna 10 mars 2013) - Maraton – 2:20:14 (Sevilla, Spanien 23 februari 2014) - Maraton – 2:27:17 (Zürich, Schweiz 17 augusti 2014) | Inomhus - 3 000 meter – 8:31,78 (Trondheim, Norge 13 februari 2011) |